# 滋賀県道189号甲津畑山上線
滋賀県道189号甲津畑山上線（しがけんどう189ごう こうづはたやまかみせん）は、滋賀県東近江市を通る一般県道である。

## 概要
東近江市甲津畑町から東近江市山上町に至る。和南川の渓谷から北西へと走る。

### 路線データ
- 起点：東近江市甲津畑町
- 終点：東近江市山上町（国道421号交点、滋賀県道508号中里山上日野線上）
- 総延長：5.5 km

## 路線状況

### 重複区間
- 滋賀県道188号相谷原杣線（東近江市甲津畑町）
- 滋賀県道508号中里山上日野線（東近江市高木町 - 東近江市山上町（終点））

## 地理

### 通過する自治体
- 東近江市

### 交差する道路
| 交差する道路                                       | 交差する場所 | 交差する場所 |
| -------------------------------------------------- | ------------ | ------------ |
| 滋賀県道188号相谷原杣線 重複区間起点               | 甲津畑町     |              |
| 滋賀県道188号相谷原杣線 重複区間終点               | 甲津畑町     |              |
| 滋賀県道508号中里山上日野線 重複区間起点           | 高木町       |              |
| 国道421号 滋賀県道508号中里山上日野線 重複区間終点 | 山上町       | 終点         |

### 沿線
- 甲津畑簡易郵便局
- 東近江市立図書館
- 東近江市立もみじ保育園
- 東近江市民グラウンド、体育館